# آريومن
آريومن (بالإنجليزية: Urumin)‏ هو أحد الببتيدات الطبيعية الدفاعية القاتلة للفيروسات، إذ يتكون من 27 حمضًا أمينيًا، وهو يعمل ضد فيروس الإنفلونزا النوع أ الذي يصيب الإنسان. 
لقد تم اكتشاف هذا الببتيد وعزله من جلد أحد أنواع الضفادع التي تعيش في  جنوب الهند والمسمى ب hydrophylax bahuvistara ، وذلك بواسطة فريق من الباحثين في جامعة ايموري. وقد قام الفريق الذي اكتشف ببتيد الآريومن باختباره ضد 8 أنواع مختلفة من فيروس H1N1 و4 فيروسات من النوع H3N2، بالإضافة إلى  فيروسات أخرى من الإنفلونزا. يستهدف هذا الببتيد المنطقة الجذعية للراصة الدموية H1 المتطورة في فيروسات الإنفلونزا أ المحتوية على ال H1. وعلاوة على ذلك، فإن الآريون كانت له فعالية ضد فيروسات أ المقاومة لبعض أنواع الأدوية مثل oseltamivir، zanamivir، وكذلك peramivir. وبالرغم من أن الآلية التي يعمل بها لم تفهم بشكل كامل، الواضح أن الآريومن يقوم بتثبيط النمو الفيروسي عن طريق تدميره المباشر للفايريون (وهو الجزء المعدي للفيروس الذي يتواجد خارج الخلية) لفيروس الإنفلونزا أ، وهو أقدر بحوالي مرتين مقارنة بال LD50 (متوسط التركيز للجرعة القاتلة) على حماية الفأر البدائي البسيط من جرعات عدوى الإنفلونزا أ. ونظرا لاستهداف الآريومن بشكل محدد للمنطقة الجذعية للراصة الدموية من فيروس الإنفلونزا أ، فهو يعمل بشكل مشابه للأجسام المضادة المحفزة بفعل مطعوم الإنفلونزا. وقد تم أيضًا اختبار سمية الآريومن ضد خلايا الدم الحمراء والتي أظهرت نتائج سمية مرغوب بها ضدها.
إضافة لذلك، فالآريومن قد يشكل  الأساس لإمكانية وجوده كخط أول ضد فيروس الإنفلونزا أ، وخاصة في حالات تفشي الإنفلونزا، بالرغم من أن مكتشفي الببتيد قد بينوا أن الآريومن بعيدا من أن يصبح دواء ضد الإنفلونزا.